# Свій (фільм)
«Свій» (рос. «Свой») — радянський чорно-білий художній фільм-детектив 1969 року, режисера Леоніда Аграновича, знятий на кіностудії «Мосфільм».

## Сюжет
Слідчому Сергєєвій доручено справу її колеги Кошелєва, обвинувачуваного у хабарництві. Професіоналізм допоможе слідчому розібратися в складних обставинах і встановити істину.

## У ролях
- Алла Покровська —  Тетяна Василівна Сергєєва, слідчий прокуратури
- Олег Єфремов —  Павло Романович Кошелєв, слідчий, обвинувачений у хабарництві
- Галина Волчек —  Зоя Іванівна Мамонова, дружина засудженого шахрая
- Володимир Муравйов —  Захар Дмитрович Мамонов, засуджений шахрай-будівельник
- Петро Константинов —  Олімпій Дмитрович (Липа), старший брат Мамонова з Саратова
- Олексій Ковальов —  Борис Мамонов, син Мамонова
- Ірина Дьоміна —  Міла Таран, подруга Бориса Мамонова, фізик-лаборант
- Євген Євстигнєєв —  Георгій Юхимович, парторг, вчений-фізик
- Євгенія Уралова —  Ірина Кошелєва
- Юрій Горобець —  Іван Михайлович Брагін, прокурор міста
- Світлана Коновалова —  сусідка Мамонової
- Валентина Ушакова —  секретар
- Ія Маркс —  архіваріус
- Ігор Бєзяєв —  відповідальний по зброї
- Герман Качин —  Расторгуєв
- Микола Ліров —  Павлик, син Кошелєва
- Олександр Горбенко —  Федулов
- Юрій Прокопович —  прокурор
- Василь Циганков —  міліціонер
- Борис Юрченко —  конвоїр у в'язниці
- Вадим Грачов —  суддя
- Віктор Шульгін —  слідчий
- Володимир Махов —  директор заводу
- Олександр Фадєєв —  епізод
- Ігор Сретенський —  епізод

## Знімальна група
- Режисер — Леонід Агранович
- Сценаристи — Леонід Агранович, Олександр Шпеєр
- Оператор — Роман Веселер
- Композитор — Михайло Зів
- Художник — Георгій Турильов